# Вулиця Устима Кармелюка (Іллінці)
Ву́лиця Устима Кармелюка (до 30.12.2015 — Котовського) — вулиця в місті Іллінці Вінницької області.
Бере початок від вулиці Коцюбинського біля молокозаводу Люстдорф, навпроти підприємства «Іллінціхліб». Простягається на схід до вулиці Весняної.
Друга частина вулиці починається від вулиці Весняної і простягається до вулиці вулиці Івана Гонти, де й закінчується.
Прилучаються вулиці: Валерія Чкалова, Зоряна, Калинова, Перетинають вулиці: Весняна, Козацька Гагаріна.
Вулиця є, по суті, відрізком із двох міжквартальних проїздів, які розділяє вулиця Весняна. Забудована приватними будинками. Довжина вулиці не відповідає адресовій базі, оскільки розташовані на ній об'єкти прикріплені до суміжних вулиць. До вулиці прикріплено лише один багатоквартирний будинок № 5, та будівля Державної служби з карантину рослин в Іллінецькому районі. № 7.
За радянської влади на вулиці знаходилася перша в Іллінцях водонасосна станція, з 1999 року це територія молокозаводу.

## Назва вулиці
З 1961 по 2015 рік — називалася іменем Григорія Котовського.
Сучасна назва з 30 грудня 2015 року на честь подільського селянського ватажка Устима Кармелюка. Перейменування було здійсненно згідно із законом про декомунізацію, на громадському обговоренні з жителями міста.